# Gare de Savenay
La gare de Savenay est une gare ferroviaire française des lignes de Tours à Saint-Nazaire et de Savenay à Landerneau, située sur le territoire de la commune de Savenay, dans le département de la Loire-Atlantique, en région Pays de la Loire.
Elle est mise en service en 1857 par la Compagnie du chemin de fer de Paris à Orléans (PO).
C'est une gare de la Société nationale des chemins de fer français (SNCF), desservie par des trains TER Pays de la Loire.

## Situation ferroviaire
Établie à 18 mètres d'altitude, la gare de bifurcation de Savenay est située au point kilométrique (PK) 469,477 de la ligne de Tours à Saint-Nazaire, entre les gares de Cordemais et de Donges. 
Elle est également l'origine, au PK 469,478, de la ligne de Savenay à Landerneau, avant la gare de Pontchâteau.

## Historique
La gare de Savenay est mise en service le 10 août 1857 par la Compagnie du chemin de fer de Paris à Orléans (PO) , lorsqu'elle ouvre à l'exploitation sa ligne de Nantes à Saint-Nazaire, dernier maillon de sa relation ferroviaire entre Paris et l'Océan. Le chantier de la gare n'est pas terminé, il concerne d'importantes installations prévues pour sa future fonction de gare de bifurcation d'un embranchement vers Châteaulin concédé en 1855 à la compagnie PO. Il est notamment prévu que l'embranchement se détachera sous une halle couverte dont la structure métallique est posée en 1857.
Elle devient une gare de bifurcation le 21 septembre 1862 lorsque la compagnie PO inaugure puis ouvre à l'exploitation la section de Savenay à Lorient de son embranchement pour la Bretagne,.
La gare possède sur les photos anciennes une grande verrière sur les 2 voies proches du bâtiment.
En septembre 2007, une fête est organisée pour les 150 ans de la gare, elle est l'occasion de présenter les projets de nouveaux aménagements.
Jusqu'en juin 2017, la gare est desservie par un TGV, le lundi matin, en provenance de Saint-Nazaire et à destination de Paris.

## Service des voyageurs

### Accueil
Gare SNCF, elle dispose d'un bâtiment voyageurs ouvert tous les jours de 5h00 à minuit, avec guichet, ouvert du lundi au vendredi de 12h à 19h et le samedi de 9h30 à 17h. Elle est équipée d'automates pour l'achat de titres de transport TER. C'est une gare « Accès plus » avec des aménagements, équipements et services pour les personnes à la mobilité réduite. Un souterrain permet la traversée des voies et le passage d'un quai à l'autre.

### Desserte
Savenay est desservie par des trains TER Pays de la Loire, effectuant les relations suivantes,,, :
- omnibus, entre Nantes et Savenay, du lundi au vendredi, et entre Nantes et Saint-Nazaire ou Le Croisic, Redon ou Quimper, les samedis et dimanches ;
- directes ou semi-directes, entre Nantes et Savenay et en provenance ou à destination de Saint-Nazaire, Le Croisic, Redon ou Quimper ; certains trains sont amorcés à Tours, Le Mans ou Rennes au lieu de Nantes très occasionnellement les fins de semaines ;
- Interloire, entre Orléans et Le Croisic, les vendredis, samedis et dimanches.

### Intermodalité
Un parc pour les vélos et un parking pour les véhicules sont aménagés à ses abords.
Les lignes 320 et 350 du réseau de cars Aléop sont accessibles.

Installations et desserte en 2014
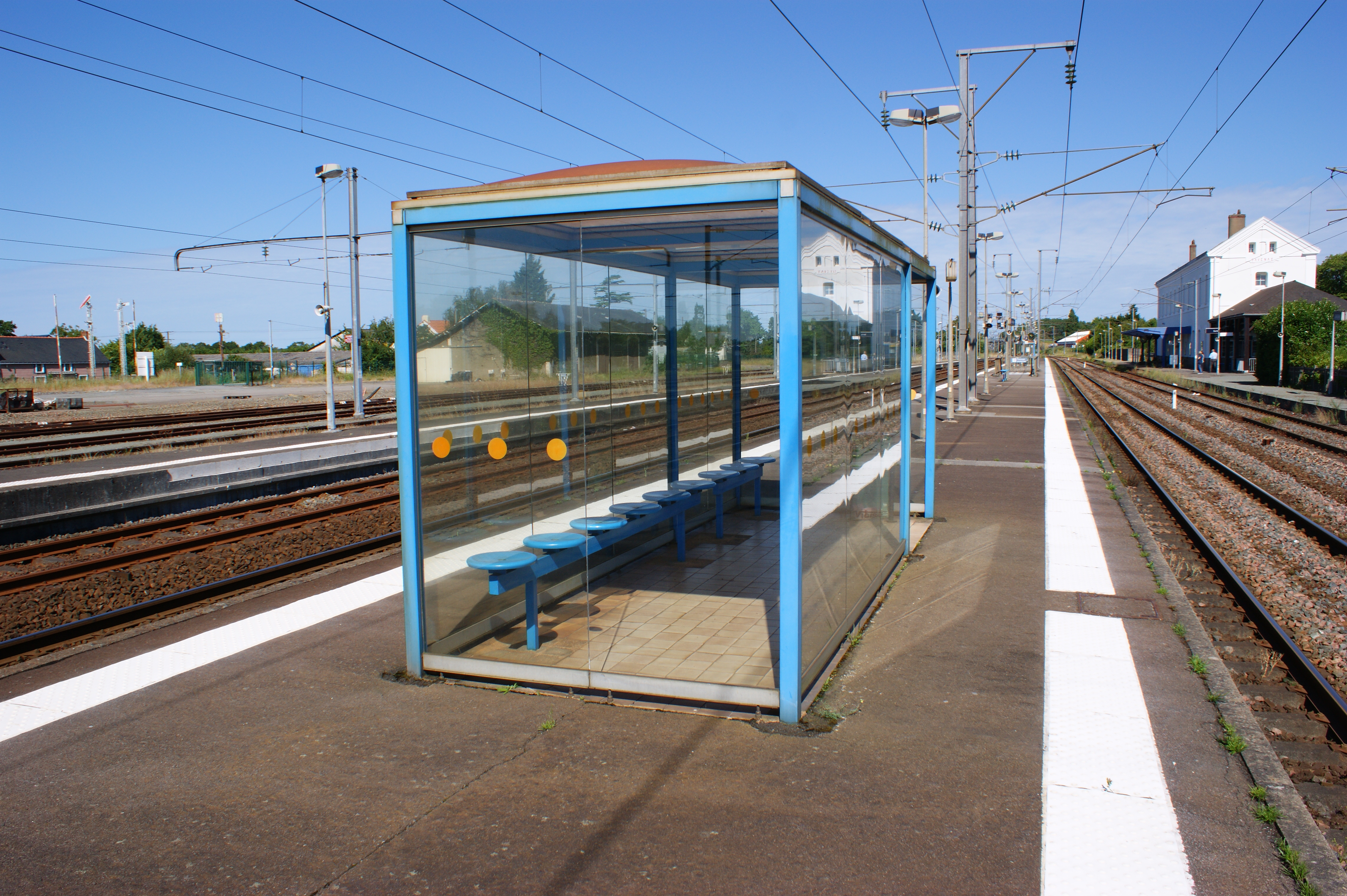
Abri de quai.
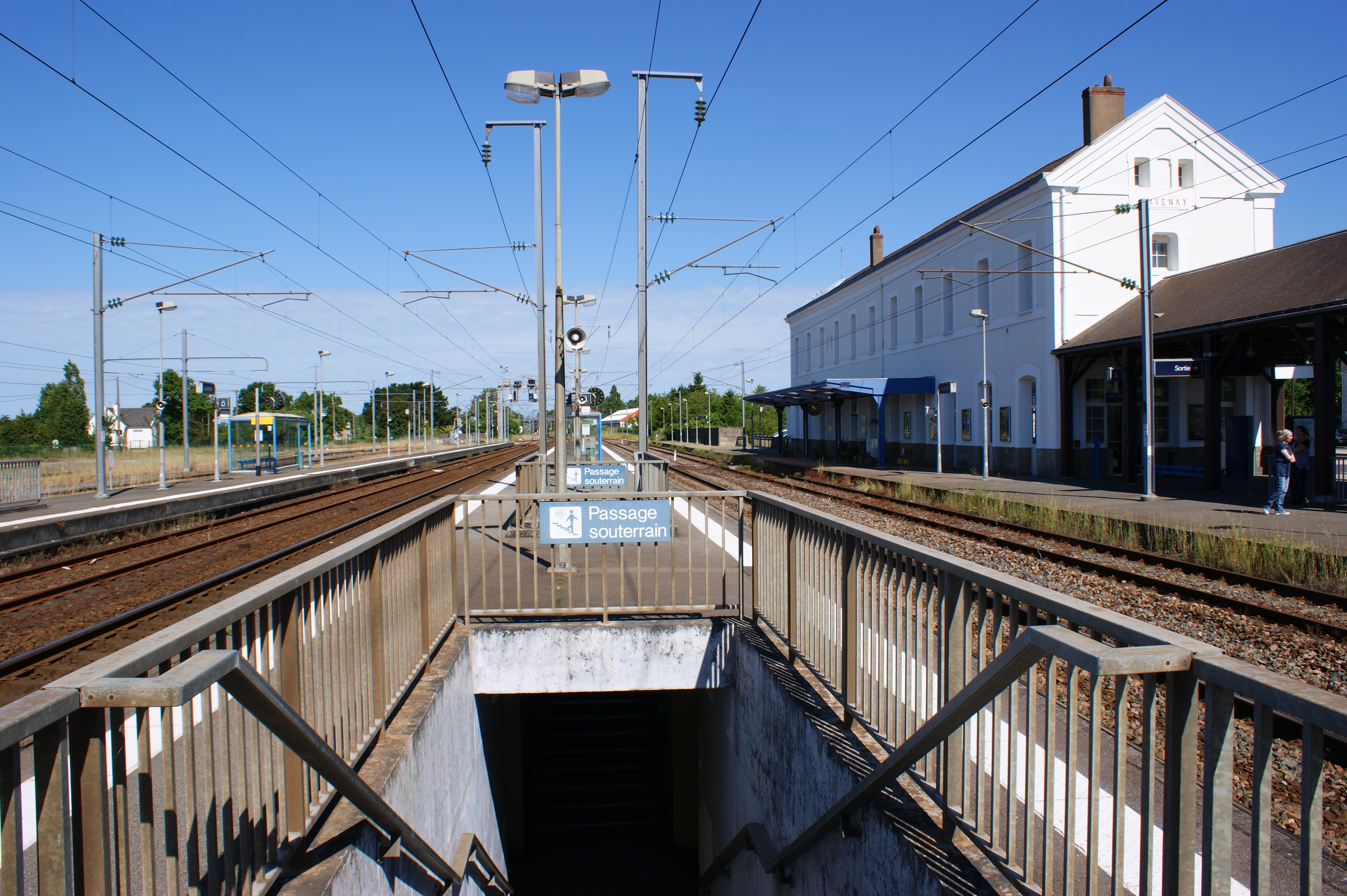
Passage souterrain, permettant le franchissement des voies.
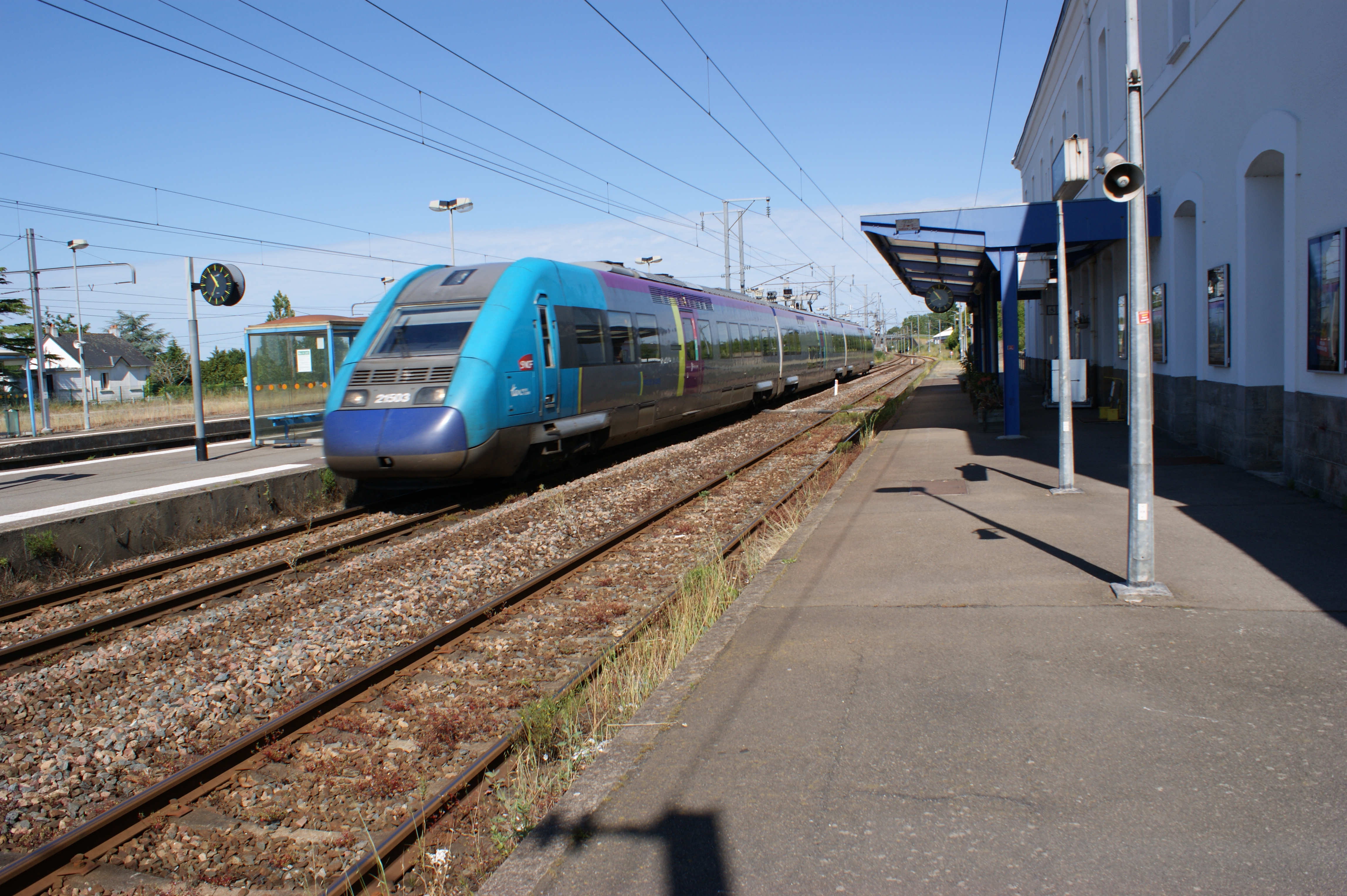
Desserte TER (par la rame Z 21503).